# Bithynia tentaculata
Bithynia tentaculata, (bitinia común o bitinia del barro) es una especie de caracol de agua dulce relativamente pequeña con branquias y un  opérculo, de la clase gastrópodo en la familia Bithyniidae.

## Taxonomía
Bithynia tentaculata es la especie tipo del género Bithynia.
Las variedades de  Bithynia tentaculata incluyen:
- Bithynia tentaculata f. codia
- Bithynia tentaculata f. excavata
- Bithynia tentaculata f. gigas
- Bithynia tentaculata f. producta Menke, 1828
- Bithynia tentaculata tellinii Sacco, 1886
- Bithynia tentaculata var. allobrogica Fontannes, 1881: sinonimia de  Bithynia minor Locard, 1878

## Descripción

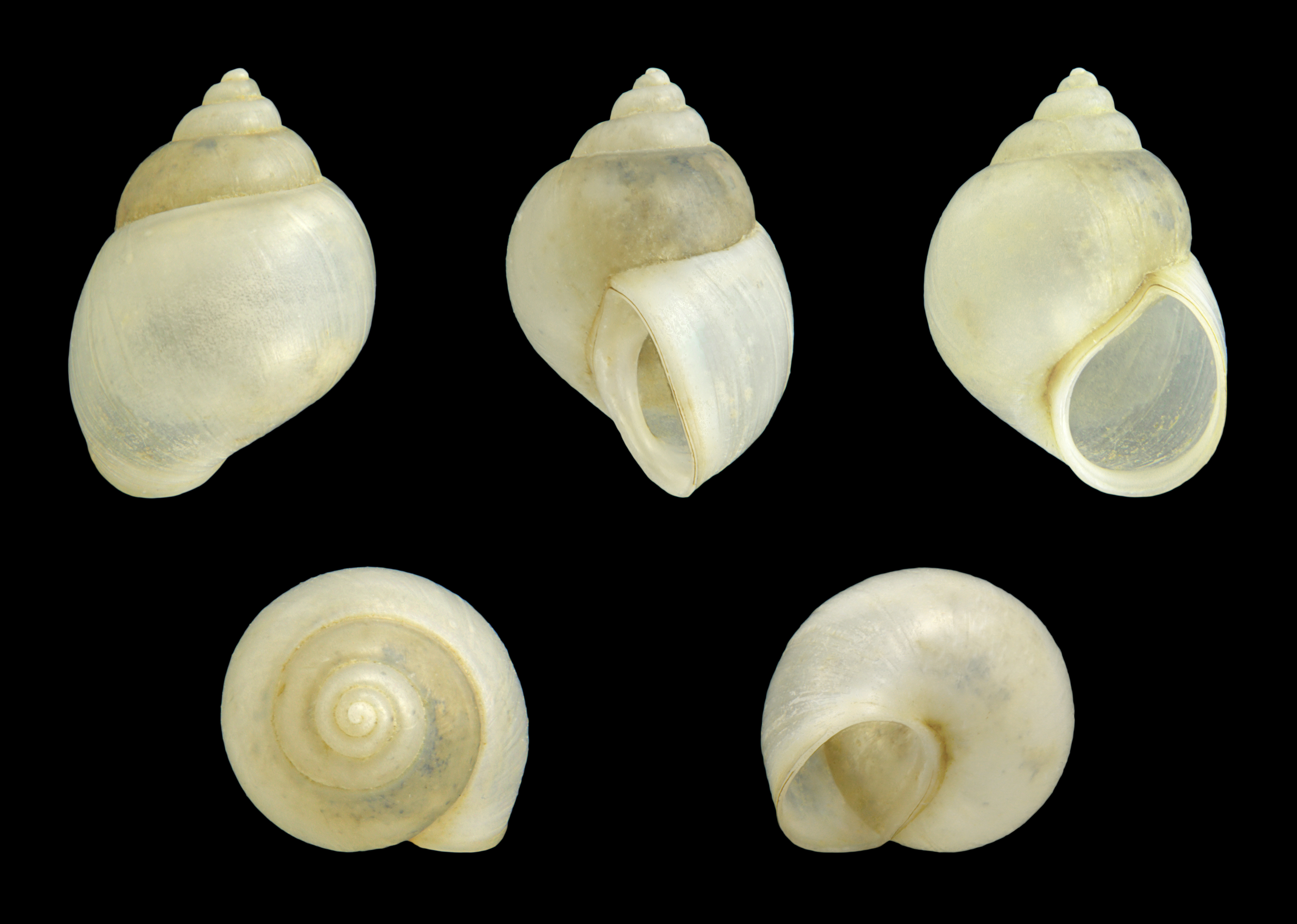
Caparazón de Bithynia tentaculata.

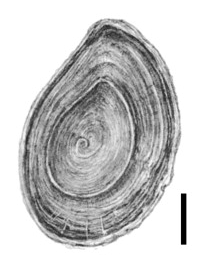
Opérculo de Bithynia tentaculata.

El tamaño de la concha usualmente no supera los 15 mm. El caracol está maduro sexualmente cuando el tamaño de la mismo alcanza los 8 mm.
La concha es de color marrón pálido brillante, de forma ovalada, con una espira relativamente grande y redondeada que consta de 5 a 6 vueltas algo aplanadas, sin ombligo, y un labio muy grueso. La apertura tiene menos de la mitad de la altura del caparazón.
Posee un  opérculo de color blanco, calcáreo, en forma de lágrima ovalada con distintos anillos concéntricos. El opérculo de los juveniles, sin embargo, está marcado en espiral. El opérculo (en la parte posterior del pie) siempre está situado muy cerca de la abertura del caparazón. El animal en sí tiene tentáculos puntiagudos, largos y un pie simple con el lóbulo cervical derecho actuando como un canal para el agua.

### Hábitat
Vive en hábitats de agua dulce de corriente lenta, como ríos de baja velocidad y cuerpos de agua estancada como lagos. La especie florece en aguas ricas en calcio.
Se encuentra comúnmente en estanques de agua dulce, lagos poco profundos y canales. Se oculta en el sustrato en otoño e invierno (grava, arena, arcilla, barro o la parte inferior de las rocas) y en los meses más cálidos entre macrófitos acuáticos (como  milfoil, Myriophyllum spicatum y  Chara spp.) Vive principalmente en bajíos, pero también se encuentra a profundidades de hasta 5 m.